# Malko Kadievo
Malko Kadievo (bulgariska: Малко Кадиево) är ett distrikt i Bulgarien.   Det ligger i kommunen Obsjtina Stara Zagora och regionen Stara Zagora, i den centrala delen av landet, 200 km öster om huvudstaden Sofia.
Trakten runt Malko Kadievo består till största delen av jordbruksmark. Runt Malko Kadievo är det ganska tätbefolkat, med 104 invånare per kvadratkilometer.